# Episodi di King of the Hill (undicesima stagione)
L'undicesima stagione della serie animata King of the Hill, composta da 12 episodi, è stata trasmessa negli Stati Uniti d'America su Fox dal 28 gennaio al 20 maggio 2007 . 
In Italia la stagione è inedita.
| nº | Codice di produzione | Titolo originale                | Prima TV USA     |
| -- | -------------------- | ------------------------------- | ---------------- |
| 1  | BABE02               | The Peggy Horror Picture Show   | 28 gennaio 2007  |
| 2  | BABE01               | serPUNt                         | 11 febbraio 2007 |
| 3  | BABE03               | Blood and Sauce                 | 18 febbraio 2007 |
| 4  | BABE04               | Luanne Gets Lucky               | 25 marzo 2007    |
| 5  | BABE05               | Hank Gets Dusted                | 1º aprile 2007   |
| 6  | BABE06               | Glen Peggy Glen Ross            | 22 aprile 2007   |
| 7  | BABE07               | The Passion of Dauterive        | 29 aprile 2007   |
| 8  | BABE08               | Grand Theft Arlen               | 29 aprile 2007   |
| 9  | BABE09               | Peggy's Gone to Pots            | 6 maggio 2007    |
| 10 | BABE10               | Hair Today, Gone Tomorrow       | 13 maggio 2007   |
| 11 | BABE11               | Bill, Bulk and the Body Buddies | 20 maggio 2007   |
| 12 | AABE05               | Lucky's Wedding Suit            | 20 maggio 2007   |